# Valeria Tanco
Valeria Tanco Hopennhaym (Montevideo, 24 de marzo de 1975) es una periodista, escritora, editora literaria, funcionaria y comunicadora uruguaya. 
Conocida por copresentar el programa de televisión de Vespertinas entre 2018 y 2021.

## Biografía
Hija la economista Mabel Hopenhaym y el abogado Carlos Alberto Tanco López, uan familia con orígenes judíos, asturianos y vascos. Es hermana del humorista y presentador Carlos Tanco. Asimismo, tiene dos hermanas por matrimonios anteriores de sus padres.
Asistió a las escuelas Nº 131 República de Chile y Nº 3 Francia, para cursar sus estudios primarios, mientras que para sus estudios secundarios y de bachillerato, asistió al Liceo N° 12 y al Instituto Alfredo Vásquez Acevedo, respectivamente. Cursó tres años de Comunicación Social en la Universidad Católica del Uruguay, y se diplomó en edición por el Centro Latinoamericano de Economía Humana (CLAEH).

### Trayectoria
Comenzó a trabajar en los medios en 1997, como productora del magacín de Canal 10, En órbita.
En 2018 fue anunciada como una de las coconductoras del talk show de Canal 4, Vespertinas, en lo que significó su debut frente a cámaras. El programa fue emitido hasta junio de 2021, cuando fue cancelado.
En 2018 participó de la obra teatral, Los monólogos de la vagina, dirigida por María Rosa Oña. En marzo de 2020 se sumó al programa Así nos va de Radio Carve como columnista. En agosto de 2021 se estrenó en la conducción radial en A Ritmo de Tanco por Radio Carve.
En 2023 se incorporó a TV Ciudad.
Ese mismo año Valeria Tanco fue galardonada con el Premio Legión del Libro otorgado por la Cámara Uruguaya del Libro.
En marzo del 2025 fue designada coordinadora del Instituto Nacional de Letras, el cual pertenece al Ministerio de Educación y Cultura, y está encargado de promover las actividades de los escritores a nivel nacional y fomentando la industria editorial en el país y en el exterior.

## Trayectoria

### Televisión
| Año       | Trabajo         | Canal     | Rol           |
| --------- | --------------- | --------- | ------------- |
| 1997      | En órbita       | Canal 10  | Productora    |
| 2018-2021 | Vespertinas     | Canal 4   | Coconductora  |
| 2021-2022 | Los 8 escalones | Canal 4   | Experta/Jueza |
| 2023      | Rasgos          | TV Ciudad | Conductora    |

### Radio
| Año           | Trabajo          | Rol        | Emisora     |
| ------------- | ---------------- | ---------- | ----------- |
| -2020         | Fácil desviarse  | Columnista | DelSol FM   |
| 2020-presente | Así nos va       | Columnista | Radio Carve |
| 2021-presente | A Ritmo de Tanco | Conductora | Radio Carve |

## Libros
- 2015 Miss Terapias ISBN 9789974847422